# Pariški mirovni sporazumi (1947)
Pariške mirovne pogodbe (francosko: Traités de Paris) so bile podpisane in sprejete 10. februarja 1947, manj kot dve leti koncu druge svetovne vojne. Pariška mirovna konferenca je trajala od 29. julija 1946 do 15. oktobra 1946. Zmagovalne zavezniške sile v vojni (predvsem Združeno kraljestvo, Sovjetska zveza, Združene države Amerike in Francija) so se pogajale o podrobnostih mirovnih pogodb z Italijo, Romunijo, Madžarsko, Bolgarijo in Finsko. Pogodbe so poraženim silam osi omogočile, da so kot suverene države ponovno prevzele svoje odgovornosti v mednarodnih zadevah in da so se ponovno pridružile Združenim narodom.        
Rešitev, ki je bila dana v mirovnih pogodbah, je vključevala plačilo vojne odškodnine, zavezanost manjšinskim pravicam in ozemeljske spremembe, vključno s koncem italijanskega kolonialnega cesarstva v Afriki, Grčiji in Albaniji, pa tudi spremembe italijansko-jugoslovanskega, madžarsko-češkoslovaškega, sovjetsko-romunske, madžarsko-romunske, francosko-italijanske in sovjetsko-finske meje. Pogodbe so tudi zavezovale različne države, da obtožene vojne zločince predajo zavezniškim silam za sojenje zaradi vojnih zločinov, ki so jih ti storili.

## Mirovna konferenca
Pariška mirovna konferenca se je začela 26. julija 1946 v Parizu, med udeleženci pa so bili predstavniki Združenih držav Amerike, Združenega Kraljestva, Francije, Sovjetske zveze, Italije, Madžarske, Romunije, Bolgarije in Finske. Na konferenci so predstavniki zbrali in pregledali izgube žrtev in oprem ter škodo, nastalih v vojni. Ugotovili so, da je v šestih letih vojne umrlo 60 milijonov ljudi, od tega kar največ civilistov, okrog 80 milijonov ljudi pa je bilo poškodovanih. Vojna je povzročila tudi veliko škodo v številnih svetovnih mestih, največ v Evropi. Da se kaj takega zares nikoli več ne bi zgodilo, so na konferenci sprejeli številne ukrepe in pravila. Sprejeli so tudi številne sporazume. 
Politični dogovori so določali, da mora podpisnik pogodbe sprejeti vse potrebne ukrepe, da vsem osebam, ne glede na raso, spol, jezik ali vero, zagotovi človekove pravice in temeljne svoboščine, vključno z svobodo govora, tiska in objavljanja, verskega prepričanja, političnega mnenja in javnih srečanj."
Državljani niso smeli izreči kazni zaradi vojne partizanske pripadnosti zaveznikom. Vsaka vlada je sprejela ukrepe za preprečitev ponovnega vzpona fašističnih organizacij ali kakršnih koli drugih političnih, vojaških ali polvojaških organizacij, da ne bi prišlo ponovno do odvzema demokratične pravice.
Pariška mirovna konferenca se je končala 15. oktobra 1946. 

## Podpisniki
Mirovne pogodbe so sklenile zmagovalke Druge svetovne vojne:
- Sovjetska zveza, Združene države Amerike, Združeno kraljestvo, Francija, Poljska, Jugoslavija, Češkoslovaška in Grčija

in nekatere poraženke Druge svetovne vojne:
- Italija, Romunija, Madžarska, Bolgarija in Finska,

S podpisom pogodb so omenjene poražene države lahko ponovno prevzele vloge suverenih držav in zaprosile za članstvo v Organizaciji združenih narodov.
Pomembno je stališče, ki so ga podpisnice zavzele do glavnih poraženih pripadnic Sil osi. Nemčija in Japonska sta bili popolnoma izključeni, v kolikor je bilo njuno celotno ozemlje zasedeno in vlada uničena, zato državi nista več obstajali in nista mogli prisostvovati pogovorom ali odločitvam o ozemlju, ki so ga sedaj upravljale zmagovalke. Italiji je bila priznana predaja v Caserti, ki je v praksi določila njen odstop od skupine agresorjev; to je pomenilo, da sta bili priznani dve Italiji, ena kot pripadnica silam Osi (Italijanska socialna republika) in ena kot ozemlje, ki so ga sile Osi napadle (preostala Italija, to je njen večinski del). Poslednično je Japonska ostala pod ameriško okupacijo, Nemčija je bila razdeljena na štiri zasedbena območja, Italija je po zasedbi Salojske republike postala članica Antante.
Pariške mirovne pogodbe so določile vojne reparacije, pravice zadevnih manjšinj, uredile ozemeljske spremembe ter so dokončno ukinile Italijanski imperij. Vse podpisnice so se tudi zavezale, da bodo preprečevale obujanje fašističnih organizacij in vseh drugih, "političnih, vojaških ali para-vojaških (organizacij), katerih cilj je kršiti demokratične pravice ljudi."

## Ozemeljske spremembe in odškodnine
Italija se je s podpisom mirovne pogodbe odpovedala:
- vzhodnemu delu slovenske Primorske (brez Trsta z okolico in Gorice), večjemu delu Istre, Zadru in jadranskim otokom v korist Jugoslaviji
- Dodekaneškemu otočju v korist Grčiji
- Tendi in La Brigu v korist Franciji
- vsem svojim afriškim kolonijam,
- v Trstu in okolici pa je bilo ustanovljeno Svobodno tržaško ozemlje, razdeljeno na cono A pod nadzorom zahodnih Zaveznikov in cono B pod nadzorom jugoslovanske vojske,

in plačala vojno odškodnino v višini:
- 125 milijonov dolarjev Jugoslaviji
- 105 milijonov dolarjev Grčiji
- 100 milijonov dolarjev SZ
- 25 milijonov dolarjev Abesiniji
- 5 milijonov dolarjev Albaniji.

Romunija:
- ponovno pridobi Transilvanijo, ki je bila po Hitlerjevi arbitraži dodeljena Madžarski
- se odpove delu Besarabije in Bukovini v korist SZ
- vrne tik pred koncem vojne okupirano Južno Dobrudžo Bolgariji.

Madžarska:
- se vrne na meje s 1. januarja 1938 (razen 3 vasi v pokrajini Rab-Moson-Sopron
- plača odškodnino v višini 300 milijonov dolarjev SZ
- plača odškodnino v višini 100 milijonov dolarjev Češkoslovaški in Jugoslaviji

Bolgarija:
- se vrne na meje s 1. januarja 1941 (vključno z Južno Dobrudžo)
- plača vojno odškodnino v višini 45 milijonov dolarjev Grčiji
- plača vojno odškodnino v višini 25 milijonov dolarjev Jugoslaviji

Finska:
- prepusti južno Karelijo, območji Pečenge (finščina Petsamo) in Salle Sovjetski zvezi ter ji za 50 let odda strateško pomembno območje Porkkale le 30 km od Helsinkov, kjer bi si le-ta lahko zgradila mornariško oporišče (oporišče je bilo predčasno zaprto leta 1956)
- Sovjetski zvezi plača vojno odškodnino v višini 300 milijonov dolarjev